# Dihok
Dahuk sau Duhok (Kurdă: Dihok, Arabă: دهوك Dahūk) este un oraș localizat în partea de nord a Irakului,într-o zonă montană nu departe de valea Tigrului. Este reședința capitala guvernoratului Dahuk, localizat în regiunea autonomă a Kurdistanului Irakian. Conform unei estimări din 2011, orașul avea în jur de 200.000 locuitori.